# Foshan
Foshan (en chino, 佛山市; pinyin, Fóshān "monte Fo") es una ciudad-prefectura de la provincia Guangdong, al sur de la República Popular China. Foshan está situada a 20 km al sudoeste de Cantón. Su área es de 	3797 km² y su población es de 7,9 millones.
La ciudad tiene fama ancestral por el cultivo de las artes manuales y manufactura de cerámica vitrificadas, especialmente en tejas muy elaboradas.

## Toponimia
Los caracteres de la ciudad (佛山) traducen literalmente a «monte Buda» y se refiere a una pequeña colina  cerca del centro de la ciudad donde se encuentran tres esculturas de bronce de Buda que fueron descubiertas en el año 628. La ciudad creció alrededor de un monasterio que fue destruido en 1391.

## Historia

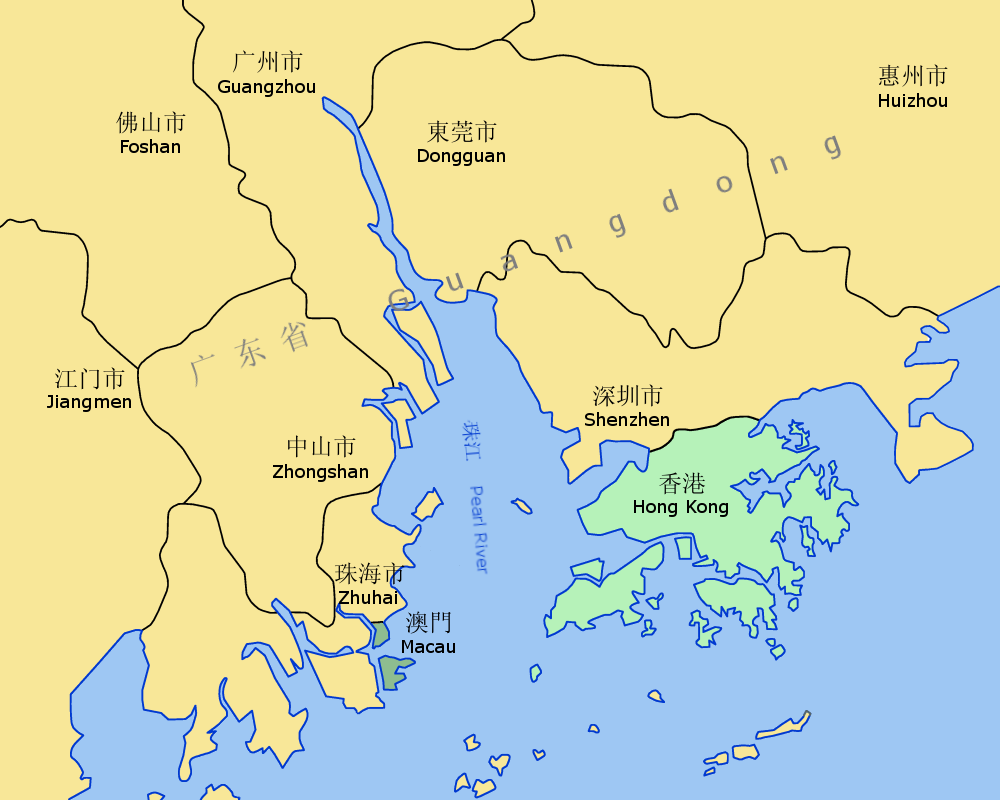
Mapa del delta del río Perla donde está arriba a la izq. Foshan

Foshan tiene una larga historia que se remonta a unos 5000 años. Su nombre lo adquiere de las tres estatuas de Buda descubiertas en esta área durante la dinastía Tang. La ciudad ha sido famosa durante muchos siglos por la industria de la porcelana. Debido al clima templado con abundantes lluvias ha sido centro de pesca y agricultura.

## Transporte
La ciudad se conecta entre sí y con sus vecinas por medio de todos los medios de transporte:
Aire: a 21 kilómetros al norte del centro de la ciudad se encuentra el Aeropuerto Internacional Foshan Shadi (佛山沙堤机场), comenzó como militar en 1985 y de servicio mixto el 18 de noviembre de 2009.
FMetro también conocido como Foshan Metro (佛山地铁), es el sistema de metro de la ciudad operado por el grupo estatal Foshan Railway y en parte por la Corporación metro de Cantón. La construcción comenzó en 2002 y la primera línea abrió el 3 de noviembre de 2010.

## Administración
La ciudad-prefectura de Foshan se divide en 5 distritos.
- Chancheng (禅城区)
- Nanhai (南海区)
- Sanshui (三水区)
- Gaoming (高明区)
- Shunde (顺德区)

## Lugares de interés
- Templo de los Ancestros (23°1′53.76″N 113°6′28.44″E / 23.0316000, 113.1079000): (祖庙, zu miao) Construido en el siglo XI como lugar de veneración de ancestros pero a partir del siglo XIV ha albergado una estatua de 2,5 toneladas del dios Beidi, el dios taoísta del agua y sus moradores, especialmente peces, tortugas y serpientes. Son de especial interés los tejados hechos con tejas cerámicas esmaltadas, de vivos colores y con toda clase de formas.
- Pagoda Renshou (23°2′9.6″N 113°6′27″E / 23.036000, 113.10750)
- Centro de las Artes Manuales: situado junto a la pagoda Renshou
- Jardín de los Liang (Liang's Garden) (23°2′26.52″N 113°6′27″E / 23.0407000, 113.10750): es un complejo de edificios y jardines construido en el siglo XIX por la familia de ricos mercaders Liang. En el siglo XX se abandonó y deterioró hasta que a mediados de los 1980s se comenzaron obras de restauración.

## Clima
Debido a su posición geográfica, los patrones climáticos en la siguiente tabla son los mismos de Cantón.
| Parámetros climáticos promedio de Foshan (1971–2000) | Parámetros climáticos promedio de Foshan (1971–2000) | Parámetros climáticos promedio de Foshan (1971–2000) | Parámetros climáticos promedio de Foshan (1971–2000) | Parámetros climáticos promedio de Foshan (1971–2000) | Parámetros climáticos promedio de Foshan (1971–2000) | Parámetros climáticos promedio de Foshan (1971–2000) | Parámetros climáticos promedio de Foshan (1971–2000) | Parámetros climáticos promedio de Foshan (1971–2000) | Parámetros climáticos promedio de Foshan (1971–2000) | Parámetros climáticos promedio de Foshan (1971–2000) | Parámetros climáticos promedio de Foshan (1971–2000) | Parámetros climáticos promedio de Foshan (1971–2000) | Parámetros climáticos promedio de Foshan (1971–2000) |
| Mes                                                  | Ene.                                                 | Feb.                                                 | Mar.                                                 | Abr.                                                 | May.                                                 | Jun.                                                 | Jul.                                                 | Ago.                                                 | Sep.                                                 | Oct.                                                 | Nov.                                                 | Dic.                                                 | Anual                                                |
| ---------------------------------------------------- | ---------------------------------------------------- | ---------------------------------------------------- | ---------------------------------------------------- | ---------------------------------------------------- | ---------------------------------------------------- | ---------------------------------------------------- | ---------------------------------------------------- | ---------------------------------------------------- | ---------------------------------------------------- | ---------------------------------------------------- | ---------------------------------------------------- | ---------------------------------------------------- | ---------------------------------------------------- |
| Temp. máx. media (°C)                                | 18.3                                                 | 18.5                                                 | 21.6                                                 | 25.7                                                 | 29.3                                                 | 31.5                                                 | 32.8                                                 | 32.7                                                 | 31.5                                                 | 28.8                                                 | 24.5                                                 | 20.6                                                 | 26.3                                                 |
| Temp. mín. media (°C)                                | 10.3                                                 | 11.7                                                 | 15.2                                                 | 19.5                                                 | 22.7                                                 | 24.8                                                 | 25.5                                                 | 25.4                                                 | 24.0                                                 | 20.8                                                 | 15.9                                                 | 11.5                                                 | 18.9                                                 |
| Lluvias (mm)                                         | 40.9                                                 | 69.4                                                 | 84.7                                                 | 201.2                                                | 283.7                                                | 276.2                                                | 232.5                                                | 227.0                                                | 166.2                                                | 87.3                                                 | 35.4                                                 | 31.6                                                 | 1736.1                                               |
| Días de lluvias (≥ 0.1 mm)                           | 7.5                                                  | 11.2                                                 | 15.0                                                 | 16.3                                                 | 18.3                                                 | 18.2                                                 | 15.9                                                 | 16.8                                                 | 12.5                                                 | 7.1                                                  | 5.5                                                  | 4.9                                                  | 149.2                                                |
| Horas de sol                                         | 118.5                                                | 71.6                                                 | 62.4                                                 | 65.1                                                 | 104.0                                                | 140.2                                                | 202.0                                                | 173.5                                                | 170.2                                                | 181.8                                                | 172.7                                                | 166.0                                                | 1628.0                                               |
| Humedad relativa (%)                                 | 72                                                   | 78                                                   | 82                                                   | 84                                                   | 84                                                   | 84                                                   | 82                                                   | 82                                                   | 78                                                   | 72                                                   | 66                                                   | 66                                                   | 77.5                                                 |
| Fuente: China Meteorological Administration          |                                                      |                                                      |                                                      |                                                      |                                                      |                                                      |                                                      |                                                      |                                                      |                                                      |                                                      |                                                      |                                                      |

## Personajes
- Yip Man (1893–1972), maestro de artes marciales
- Huang Fei Hong (黃飛鴻), maestro de artes marciales

## Ciudades hermanas
Foshan está hermandada con:
- Aix-en-Provence, Provenza-Alpes-Costa Azul, Francia.
- Itami, Hyōgo, Japón.
- Medway, Inglaterra, Reino Unido.
- La Possession, Réunion, Francia.[4]
- Port Louis, Mauricio.
- Saint George, Granada.
- Stockton, California, Estados Unidos.
- Townsville, Queensland, Australia.